# 曹衡
曹衡（1413年—？），字宗衡，浙江台州府臨海縣人，軍籍，明朝政治人物。進士出身。

## 生平
浙江鄉試第八十名。景泰二年（1451年）辛未科會試第五十六名，殿試登進士第三甲第一名。

## 家族
曾祖曹仲清。祖父曹貴厚。父亲曹昇，曾任泉州府學教授。